# 에이글 (기업)

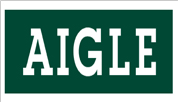
이전 로고

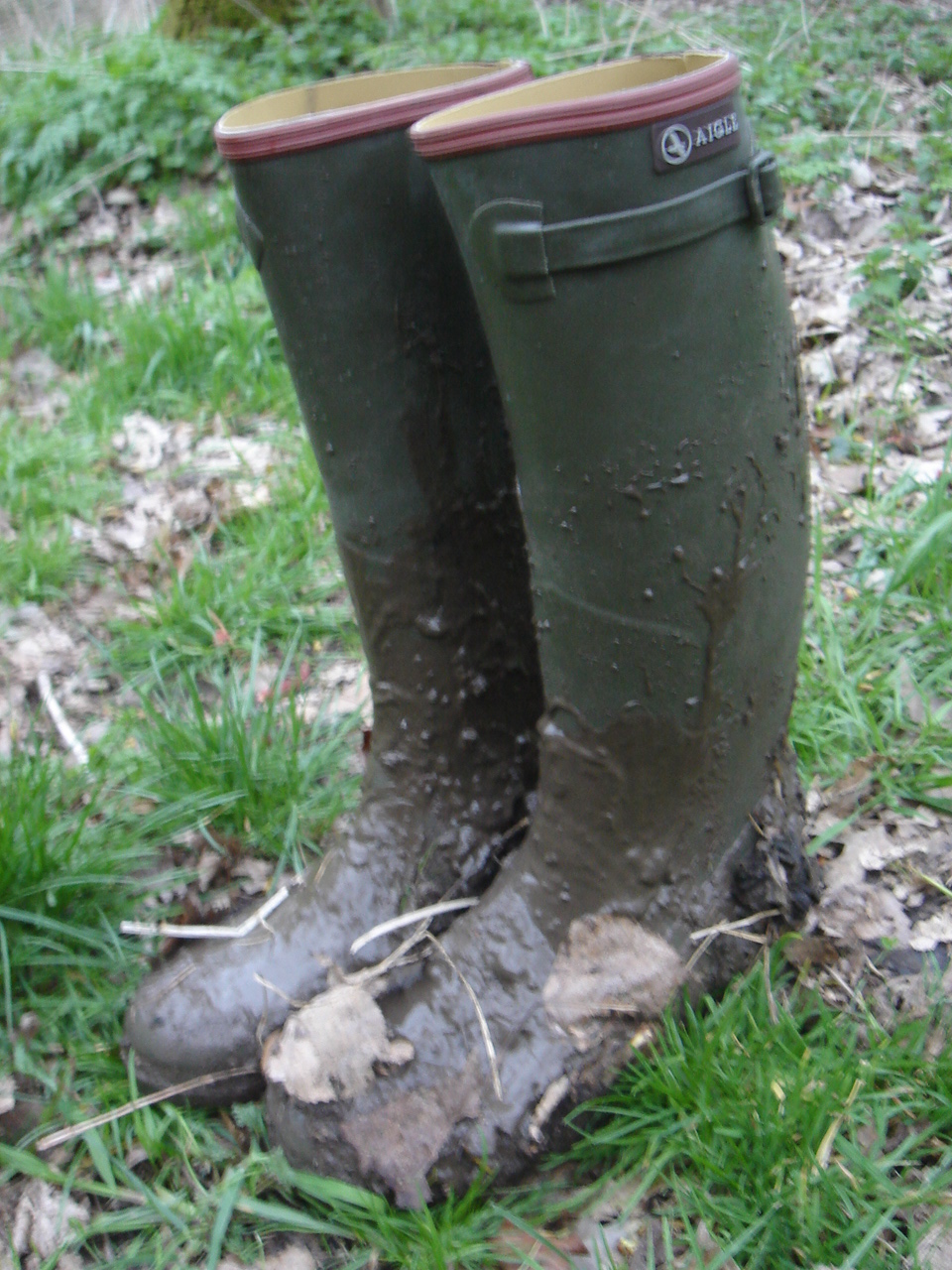
부츠

에이글(Aigle)은 1853년 미국 사업가 하이럼 허친슨이 프랑스 몽타르지에서 콤파니 뒤 카우추크 수플(유연 고무 회사)로 설립한 프랑스 신발 및 직물 회사이다.
허친슨은 1850년 동료 미국인 찰스 굿이어의 가황 특허 공정 라이센스를 획득했다. 그는 프랑스로 이주하여 새로운 공정을 웰링턴 부츠 생산에 적용한 다음 비옷을 생산했다. 20세기에는 자동차 산업용 액세서리 생산으로 확장되었고, 1950년대부터는 운동화 생산으로 확장되었다.
1967년, 이미 에이글로 이름이 바뀐 이 회사는 샤텔로 근처 앵그랑드, 비엔의 30헥타르 부지로 제조 시설을 옮겼는데, 그곳에서 매년 약 10,000켤레의 신발이 생산된다.
2000년부터 이 회사는 일본과 미국으로 확장되었다. 2006년에는 전 세계적으로 131개의 매장이 있었으며, 그 중 61개는 프랑스에, 14개는 유럽 다른 지역에, 56개는 아시아에 있었다. 2005회계연도의 총 매출은 약 1억 2천만 유로였다.
2005년 이 회사의 대다수 지분은 스위스 그룹 마우스 프레르에 의해 인수되었다.